# Penelope Riboldi
Penelope Riboldi (Brescia, Italia, 2 de julio de 1986) es una futbolista italiana. Juega de mediapunta y actualmente milita en el Molfetta de la Eccellenza de Italia.

## Trayectoria
Riboldi debutó en la Serie A a los 18 años de edad, concretamente el 8 de octubre de 2005 en PCA Atalanta - Bardolino Verona. Cuenta con una larga experiencia en la máxima división italiana, en la que ha jugado 14 temporadas con varios clubes: PCA Atalanta (su primer equipo, con el que ganó un campeonato de Serie B y otro de Serie A2), Bardolino Verona, Tavagnacco, Napoli, Mozzanica, Pink Bari, Chieti, Valpolicella y Chievo Verona Valpo.
El 29 de septiembre de 2011, marcó su primer gol en la Liga de Campeones Femenina de la UEFA, en un partido que vio enfrentarse a Tavagnacco y Malmö. En la temporada 2006/07 ganó la liga italiana y la copa con el Bardolino Verona.

## Selección nacional
Ha sido internacional con la selección sub-19 de Italia.

## Clubes
| Club                      | País   | Año         |
| ------------------------- | ------ | ----------- |
| PCA Atalanta              | Italia | 2003 - 2006 |
| Bardolino Verona (cedida) | Italia | 2006 - 2007 |
| PCA Atalanta              | Italia | 2007 - 2010 |
| Tavagnacco                | Italia | 2010 - 2012 |
| Napoli                    | Italia | 2012 - 2013 |
| Mozzanica                 | Italia | 2013 - 2015 |
| Pink Bari                 | Italia | 2015 - 2016 |
| Chieti                    | Italia | 2016 - 2017 |
| Valpolicella              | Italia | 2017 - 2018 |
| Chievo Verona Valpo       | Italia | 2018 - 2019 |
| Roma CF                   | Italia | 2019 - 2020 |
| Pomigliano                | Italia | 2020 - 2021 |
| Pink Bari                 | Italia | 2021 - 2022 |
| Apulia Trani              | Italia | 2022 - 2024 |
| Molfetta                  | Italia | 2024 - act. |

## Palmarés

### Campeonatos nacionales
| Título      | Club             | País   | Año         |
| ----------- | ---------------- | ------ | ----------- |
| Serie B     | PCA Atalanta     | Italia | 2003 - 2004 |
| Serie A2    | PCA Atalanta     | Italia | 2004 - 2005 |
| Serie A     | Bardolino Verona | Italia | 2006 - 2007 |
| Copa Italia | Bardolino Verona | Italia | 2006 - 2007 |